# Piacenziense
| Era Eratema | Período Sistema | Época Serie | Subépoca Subserie   | Edad Piso                   | Inicio, en millones de años |
| ----------- | --------------- | ----------- | ------------------- | --------------------------- | --------------------------- |
| Cenozoico   | Cuaternario     | Cuaternario | Cuaternario         | Cuaternario                 | 2,58                        |
| Cenozoico   | Neógeno         | Plioceno    | Tardío / Superior   | Piacenziense Piacenziano    | 3,60                        |
| Cenozoico   | Neógeno         | Plioceno    | Temprano / Inferior | Zancliense Zancliano        | 5,33                        |
| Cenozoico   | Neógeno         | Mioceno     | Tardío / Superior   | Messiniense Mesiniano       | 7,25                        |
| Cenozoico   | Neógeno         | Mioceno     | Tardío / Superior   | Tortoniense Tortoniano      | 11,62                       |
| Cenozoico   | Neógeno         | Mioceno     | Medio               | Serravalliense Serravaliano | 13,82                       |
| Cenozoico   | Neógeno         | Mioceno     | Medio               | Langhiense Langhiano        | 15,98                       |
| Cenozoico   | Neógeno         | Mioceno     | Temprano / Inferior | Burdigaliense Burdigaliano  | 20,45                       |
| Cenozoico   | Neógeno         | Mioceno     | Temprano / Inferior | Aquitaniense Aquitaniano    | 23,04                       |
| Cenozoico   | Paleógeno       | Paleógeno   | Paleógeno           | Paleógeno                   | 66,00                       |

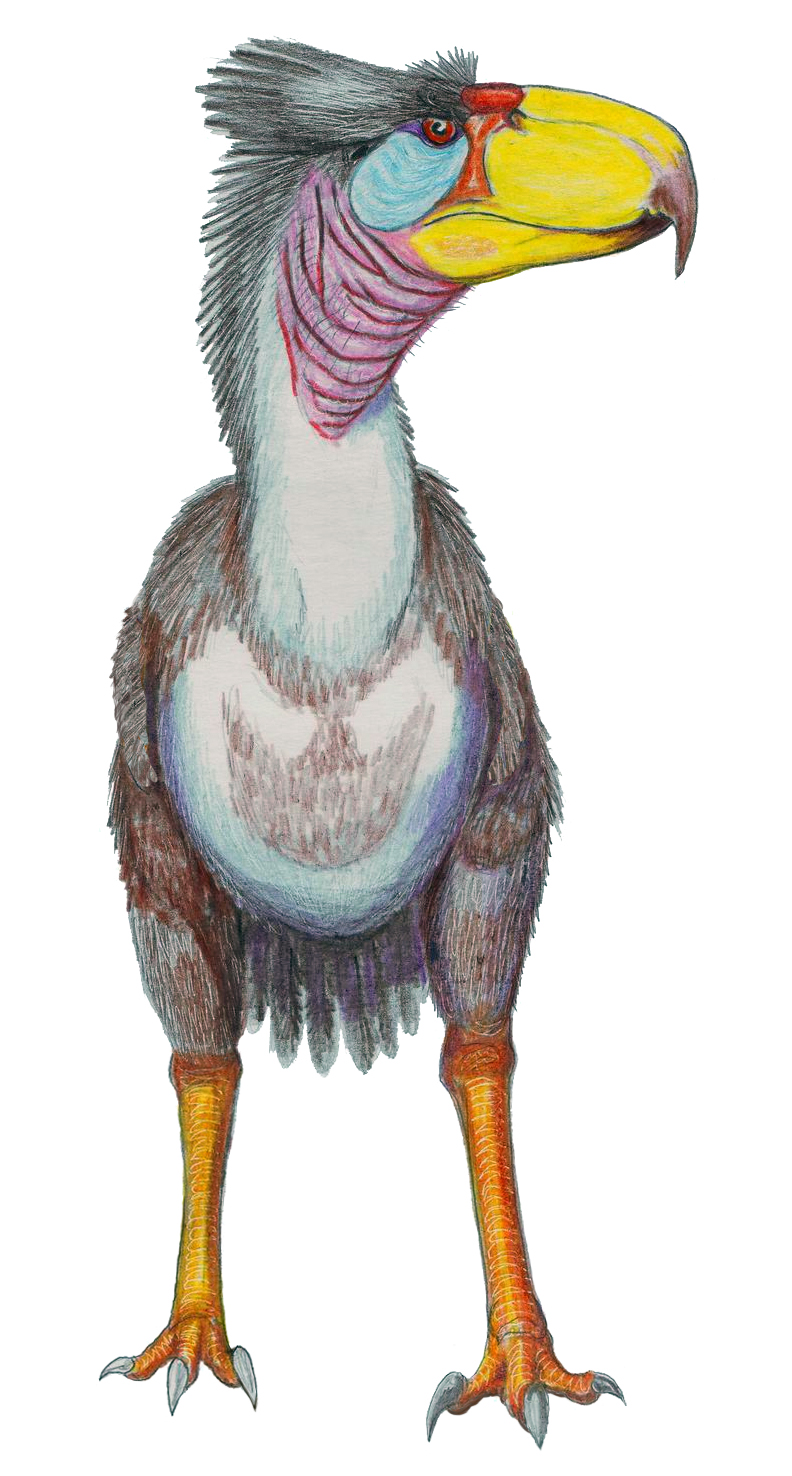
Titanis, un ave terrestre depredadora existente en este periodo.

El Piacenziense o Piacenziano es el segundo y último piso y edad del Plioceno en la escala temporal geológica. Sucede al Zancliense y precede al Gelasiense (primer piso del Pleistoceno y, por tanto, del Cuaternario). Se inició hace unos 3,60 millones de años y termina hace 2,58 millones de años. Es equivalente a la subserie Plioceno Superior (subépoca Plioceno Tardío). El Piacenziense fue introducido en la literatura científica por el estratígrafo suizo Karl Mayer-Eymar en 1858, nombrándolo en honor de la ciudad italiana de Piacenza.

## Sección estratotipo y punto de límite global (GSSP)
La sección estratotipo y punto de límite global (GSSP) para la base del Gelasiense se encuentra en la Punta Piccola en Sicilia, Italia. La inversión magnética Gilbert-Gauss (datada en 3,596 Ma.) se registra justo por encima del GSSP (datado en 3,600 Ma.). El GSSP es coetáneo con la extinción de los foraminíferos Globorotalia margaritae y Pulleniatina primalis.
El techo del Piacenziano es la base del Gelasiense (primer piso del sistema Cuaternario y de la serie del Pleistoceno), que  se define magnetoestratigráficamente como la base de la cronozona Matuyama (C2r), y del estadio isotópico marino MIS 103. Sobre este punto se observan notables extinciones gracias a los nanofósiles calcáreos como los de Discoaster pentaradiatus y Discoaster surculus.
El Piacenciense fue considerado como Plioceno Medio hasta el paso del Gelasiense del Plioceno al Pleistoceno.